# Nkongkwalla
Nkongkwalla est un village du Cameroun, rattaché à la commune de Nyanon, situé dans le département de la Sanaga-Maritime et la région du Littoral, situé sur la route de Nyaho vers Songmbenguè, à 14 km de Nyaho.

## Population et développement
En 1967, la population de Nkongkwalla était de 475 habitants, essentiellement des Bassa. La population de Nkongkwalla était de 551 habitants dont 287 hommes et 264 femmes, lors du recensement de 2005.  